# واتارو یامازاکی
واتارو یامازاکی (انگلیسی: Wataru Yamazaki؛ زادهٔ ۱۸ سپتامبر ۱۹۸۰) بازیکن فوتبال اهل ژاپن است.